# Villachiara
Villachiara – miejscowość i gmina we Włoszech, w regionie Lombardia, w prowincji Brescia.
Według danych na rok 2004 gminę zamieszkiwało 1239 osób, 77,4 os./km².